# Gare d'Harnes
La gare d'Harnes est une gare ferroviaire française de la ligne d'Hénin-Beaumont à Bauvin - Provin, située sur le territoire de la commune de Courrières, dans le département du Pas-de-Calais, en région Hauts-de-France.

## Situation ferroviaire
La gare d'Harnes est située au point kilométrique (PK) 222,3xx de la ligne d'Hénin-Beaumont à Bauvin - Provin.

## Histoire
En 1882, la gare d'Harnes accueille 7602 voyageurs.
Détruit au cours de la Première Guerre mondiale, le bâtiment voyageurs est reconstruit en 1920. Une fois la ligne déclassée, ce bâtiment n'est pas détruit mais reconverti en habitation privée.